# Сельское поселение Жемковка
Сельское поселение Жемковка — муниципальное образование в Сызранском районе Самарской области.
Административный центр — село Жемковка.

## Административное устройство
В состав сельского поселения Жемковка входят:
- село Жемковка,
- село Трубетчино,
- посёлок Дружба,
- посёлок Красное Поле.